# Юрій Долгорукий
Ю́рій Володи́мирович (бл.1099 — 15 травня 1157, д.-рус. Гюрги Володи́мировичъ, Дюрги Володи́мировичъ) — князь із династії Рюриковичів, шостий син Володимира Мономаха та його другої дружини, дочки половецького хана, а за припущеннями деяких істориків — його першої дружини Гіти Уессекської. Великий князь київський (1149—1151, 1155—1157), князь суздальський (1108—1135, 1136—1149, 1151—1155) і переяславський (1132, 1135), родоначальник володимиро-суздальських князівської династії Юрійовичів. Відповідно до запису у Любецькому пом'янику (поз. 4) перед смертю став іноком Гавриїлом. Відомий під прізвиськом Долгорукий («Довгорукий») за те, що втручався у боротьбу за київський престол та міжусобиці на Русі, перебуваючи у далекому периферійному Володимиро-Суздальському князівстві. Отруєний на бенкеті у київського осьменика Петрили. Похований у Києві в Церкві Спаса на Берестові.

## Біографія
Прізвисько Долгорукий — «Довга рука», надана князю через його фізіологічні особливості (сутулість), через що його руки здавались довшими ніж у інших людей. За іншою гіпотезою прізвисько «Долгорукий» надано деякими літописцями після його смерті за постійні втручання із загарбницькою метою у справи Київського князівства.
Ще за життя Володимира Мономаха за Юрієм Довгоруким було закріплено Ростово-Суздальську землю із резиденцією у Суздалі, де місцеве боярство служило для нього підпорою. З 1125 року, після смерті Володимира, Юрій став незалежним ростово-суздальським князем. Після смерті свого старшого брата київського князя Мстислава Великого (1132), Юрій силою захопив Переяслав, згодом виміняв його за частину північних земель у свого брата Ярополка Володимировича, князя київського. Перехід Переяславщини до Юрія спричинив його боротьбу з братами, яка закінчилася 1135 року поразкою Юрія, внаслідок чого він був змушений покинути південні землі й повернутися на Суздальщину.
За його князювання зросла економічна і політична сила північних князівств, тут засновано місто Переяславль-Заліський, Юр'єв-Польський, Кострому, 1147 року вперше згадується Москва (в Іпатіївському літописі, мимоходом, як місце зустрічі Юрія з його союзником Святославом Ольговичем Новгород-Сіверським. Наступна згадка в Тверському літописця 16 століття під 1156 роком в списку міст, заснованих Юрієм, і в Лаврентіївському літописі під 1177 в зв'язку з військовими подіями, що відбулися одразу після вбивства Андрія Боголюбського)). Тому Юрія Долгорукого вважають засновником Москви. Археологічні дані свідчать, що велике укріплене поселення племені в'ятичів, з церквою, існувало на місці Московського Кремля вже до кінця 11 століття, знайдені також залишки фортеці 12 століття, влаштоване Долгоруким. Він оформив на Заліський окраїні (північно-східна частина Русі) уділи, які роздав своїм синам, ставши засновником московської династичної лінії Рюриковичів («молодших Мономаховичів») та організатором Ростово-Суздальського князівства, ядра пізнішої Московії.
1149 року, користуючись з усобиць між князями, Юрій Долгорукий пішов у похід на південь і разом з половцями, біля Переяслава на Дніпрі, розбивши війська київського князя Ізяслава II Мстиславича, оволодів Києвом. 1150 року мусив його покинути, але згодом знову опинився в Києві. Після поразки на річці Руті (1151), якої йому завдав Ізяслав Мстиславич, Юрій повернувся до Суздаля. Втретє здобув він Київ 1155 року й залишився там до кінця свого життя (близько двох років). Щоб закріпитись на півдні, він роздавав тут своїм синам удільні князівства.
Юрій Долгорукий не був улюбленцем киян; його отруїли під час бенкету в київського боярина Петрила 15 травня 1157 року. Після його смерті повсталі кияни ліквідували встановлену ним владу, «суздальців — бояр і дружину — побивали по містах і селах» (М. Грушевський). Також було розтягнуто його майно («Красний двір», інший двір, за Дніпром, — «Рай»), двір сина Василька в місті.

## Двори Юрія Долгорукого в Києві
Юрій Долгорукий мав в Києві так званий Красний двір. Можливо, це був відбудований Красний двір Всеволода, або ж інший двір з такою ж назвою. Цей двір згадується у літопису під 1150 та 1158 роками. Окрім цього, Юрій також мав ще заміський двір за Дніпром, що мав назву «Рай» та імовірно ототожнюється з городищем на острові Муромець. Обидва двори були пограбовані повсталими киянами у 1158 році.

## Родина
1 Дружина (з 1108) — NN, донька половецького хана Аєпи Осеневича. Цей шлюб скріплював мирну угоду Володимира Мономаха із половцями.
Діти:
- Ростислав Юрійович — князь новгородський, переяславський
- Андрій Юрійович (Боголюбський) — великий князь володимиро-суздальський
- Іван Юрійович — князь курський
- Гліб Юрійович — князь переяславський князь київський (1169—1171)
- Борис Юрійович — князь білгородський, турівський
- Олена Юріївна — дружина новгород-сіверського князя Олега Святославича.
- Марія Юріївна
- Ольга Юріївна (? —1181) — галицька княгиня, дружина галицького князя Ярослава Осьмомисла (бл. 1140—1187)

2 Дружина — NN, вислана Андрієм Боголюбським у Візантію з молодшими братами.
Діти:
- Василько Юрійович — князь суздальський
- Мстислав Юрійович — князь новгородський
- Ярослав Юрійович
- Святослав Юрійович — князь юрієвський
- Михайло Юрійович — великий князь володимиро-суздальський (1174—1176)
- Всеволод Юрійович (Велике Гніздо) — великий князь володимиро-суздальський (1176—1212)

## Оцінки
Російський історик Василь Татіщев (1686—1750) негативно оцінював князя Юрія Довгорукого.
|  | Цей великий князь був росту немалого, товстий, лицем білий, очі не вельми великі, ніс довгий і викривлений, борода мала, великий любитель жінок, солодкої їжі й пиття; більше про веселощі, ніж про управління й воїнство пильнував, але все інше перебувало у владі й нагляді вельмож його і улюбленців... Сам мало що робив, все більше діти й князі союзні... |

Історик і публіцист Михайло Щербатов (1733—1790) вважав, що князя Юрія прозвали Довгоруким подібно до перського царя Артаксеркса — «через жадобу до надбання».